# Joe Layton
Joe Layton est un metteur en scène, chorégraphe et réalisateur américain né le 3 mai 1931 à Brooklyn (New York) et mort le 5 mai 1994 à Key West (Floride).

## Biographie
Danseur de formation, il fait ses débuts à Broadway dans Wonderful Town de Leonard Bernstein avant de se consacrer à la mise en scène et la chorégraphie de comédies musicales.
Il a également conçu les concerts de Bette Midler (1975), Diana Ross (1976), Harry Connick Jr. (1990) et des émissions télévisées de variétés pour Barbra Streisand (1965-1967), Olivia Newton-John (1976) et Cher (1979).

### Vie privée
Joe Layton épouse en 1959 l'actrice Evelyn Russell (1926-1976). Le couple a eu un fils, Jeb James.
Il meurt le 5 mai 1994 à Key West (Floride) à l'âge de 64 ans des suites du sida.

## Théâtre
- 1953-1954 : Wonderful Town, comédie musicale de Betty Comden, Adolph Green et Leonard Bernstein : un habitant de Greenwich / Hermit
- 1959 -1960 : Once Upon a Mattress (en), comédie musicale de Mary Rodgers et Marshall Barer (en) - en tant que chorégraphe
- 1959-1963 : The Sound of Music, comédie musicale de Richard Rodgers et Oscar Hammerstein II - en tant que chorégraphe
- 1960 : Greenwillow (en), comédie musicale de Frank Loesser - en tant que chorégraphe
- 1960-1961 : Tenderloin (en), comédie musicale de Jerry Bock et Sheldon Harnick - en tant que chorégraphe
- 1961-1962 : Sail Away, comédie musicale de Noël Coward - en tant que chorégraphe
- 1962-1963 : No Strings (en), comédie musicale de Richard Rodgers - en tant que metteur en scène et chorégraphe
- 1963-1964 : The Girl Who Came to Supper (en), comédie musicale de Noël Coward - en tant que metteur en scène
- 1965 : Drat! The Cat! (en), comédie musicale de Milton Schafer (en) et Ira Levin - en tant que metteur en scène et chorégraphe
- 1965 : Peterpat d'Enid Rudd et Walter Marks - en tant que metteur en scène
- 1967 : Sherry! (en), comédie musicale de Laurence Rosenthal et James Lipton - en tant que metteur en scène et chorégraphe
- 1968-1969 : George M! (en), comédie musicale de George M. Cohan - en tant que metteur en scène et chorégraphe
- 1969 : Dear World (en), comédie musicale de Jerry Herman - en tant que metteur en scène et chorégraphe
- 1969 : The National Theater of the Deaf de Tsurya Namboku - en tant que metteur en scène
- 1970 : Two By Two (en), comédie musicale de Richard Rodgers et Martin Charnin - en tant que metteur en scène et concepteur
- 1975 : Bette Midler's Clams on the Half Shell Revue (concert) - en tant que metteur en scène et chorégraphe
- 1976 : An Evening with Diana Ross (en) (concert) - en tant que metteur en scène
- 1978 : Platinum (en), comédie musicale de Gary William Friedman (en) et Will Holt (en) - en tant que metteur en scène et chorégraphe
- 1980-1982 : Barnum, comédie musicale de Cy Coleman et Michael Stewart (en) - en tant que metteur en scène et chorégraphe
- 1981 : Bring Back Birdie (en), comédie musicale de Michael Stewart, Charles Strouse et Lee Adams (en) - en tant que metteur en scène et concepteur
- 1982 : Rock 'N Roll! The First 5,000 Years, revue musicale de Bob Gill et Robert Rabinowitz - en tant que metteur en scène et chorégraphe
- 1984 : The Three Musketeers, comédie musicale de Rudolf Friml, Clifford Grey et P. G. Wodehouse - en tant que metteur en scène
- 1985 : Harrigan 'N Hart (en), comédie musicale de Michael Stewart, Peter Walker et Max Showalter - en tant que metteur en scène
- 1985 : Aloha: A Musical of the Islands, comédie musicale d'Eaton Magoon Jr. et Robert Helpmann - en tant que metteur en scène et chorégraphe
- 1988 : Ziegfeld, comédie musicale d'Alistair Beaton et Ned Sherrin - en tant que metteur en scène et concepteur
- 1989 : 13 Daughters (en), comédie musicale d'Eaton Magoon Jr. - en tant que metteur en scène et chorégraphe
- 1990 : An Evening with Harry Connick Jr. and His Orchestra (concert) - en tant que metteur en scène (posth.)

## Filmographie

### Cinéma
- 1967 : Thoroughly Modern Millie de George Roy Hill - en tant que chorégraphe
- 1982 : Annie de John Huston - en tant que producteur
- 1982 : Richard Pryor: Live on the Sunset Strip de Joe Lyton
- 1991 : For the Boys de Mark Rydell - en tant que chorégraphe

### Télévision

#### En tant qu'acteur
- 1957 : Cinderella : danseur (non crédité)

#### En tant que réalisateur
- 1964 : Once Upon a Mattress (en)
- 1965 : My Name Is Barbra (en)
- 1966 : Color Me Barbra (en)
- 1967 : The Belle of 14th Street - également producteur
- 1967 : Androcles and the Lion
- 1969 : The Littlest Angel
- 1978 : The Hanna-Barbera Happy Hour (en) (série) - également producteur
- 1979 : Paul Lynde at the Movies
- 1979 : Cher... and Other Fantasies - également producteur
- 1979 : The Hal Linden Special - également producteur
- 1979 : Paul Lynde Goes MA-A-A-AD

#### En tant que producteur
- 1976 : A Special Olivia Newton-John
- 1977 : An Evening with Diana Ross
- 1978 : Au temps de la guerre des étoiles (The Star Wars Holiday Special) de Steve Binder

## Distinctions

### Récompenses
- Tony Awards 1962 : meilleure chorégraphie pour No Strings
- Emmy Awards 1965 : meilleures conception, meilleure et mise en scène pour My Name Is Barbra
- Tony Awards 1969 : meilleure chorégraphie pour George M!

### Nominations
- Tony Awards 1960 : meilleure chorégraphie pour Greenwillow
- Tony Awards 1962 : meilleure mise en scène d'une comédie musicale pour No Strings
- Emmy Awards 1966 : meilleur programme musical pour Color Me Barbra
- Emmy Awards 1973 : meilleure émission spéciale de variété pour Barbra Streisand ... And Other Musical Instruments
- Drama Desk Awards 1980 :
  - Meilleure chorégraphie pour Barnum
  - Meilleure mise en scène d'une comédie musicale Barnum
- Tony Awards 1980 :
  - Meilleure chorégraphie pour Barnum
  - Meilleure mise en scène d'une comédie musicale pour Barnum